# Mary Cynthia Dickerson
Pour les articles homonymes, voir Dickerson.
Mary Cynthia Dickerson, née le 7 mars 1866 et morte le 23 avril 1923, est une herpétologiste américaine et la première conservatrice en herpétologie au Musée Américain d'Histoire Naturelle, ainsi que la première conservatrice de l'ancien département bois et forêts. Pendant dix ans, elle a été le rédactrice en chef de The American Museum Journal, qui a été renommé Natural History  au cours de sa direction. Elle a publié deux livres : Moths and Butterflies (1901) et The Frog Book  (1906) ainsi que de nombreux articles populaires et scientifiques. Elle a décrit plus de 20 espèces de reptiles et les noms scientifiques de quatre types de lézards sont donnés en son honneur.

## Jeunesse et carrière
Marie Cynthia Dickerson est né à Hastings dans le Michigan le 7 mars 1866. Ses parents sont Wilbur et Melissa Dickerson. Au début de sa vie, elle s'occupait de ses trois petits frères. Dans un mémorial, Maud Slye a écrit : "Elle a fait ses études à une époque où ce n'était pas facile pour une fille de faire ça.". Elle a fréquenté l'université du Michigan de 1886 à 1887 et de 1889 à 1891, après quoi elle a enseigné la biologie au secondaire dans le Michigan et l'Illinois de 1891 à 1895. Elle a ensuite fréquenté l'université de Chicago, obtenant un baccalauréat ès sciences en 1897. De 1897 à 1905, elle a été directrice de la zoologie et de la botanique à l'école normale du Rhode Island, où elle a dirigé des élèves lors de promenades dans la nature à Providence où elle a recueilli des observations pour ses livres Moths and Butterflies (1901) et The Frog Book (1906).

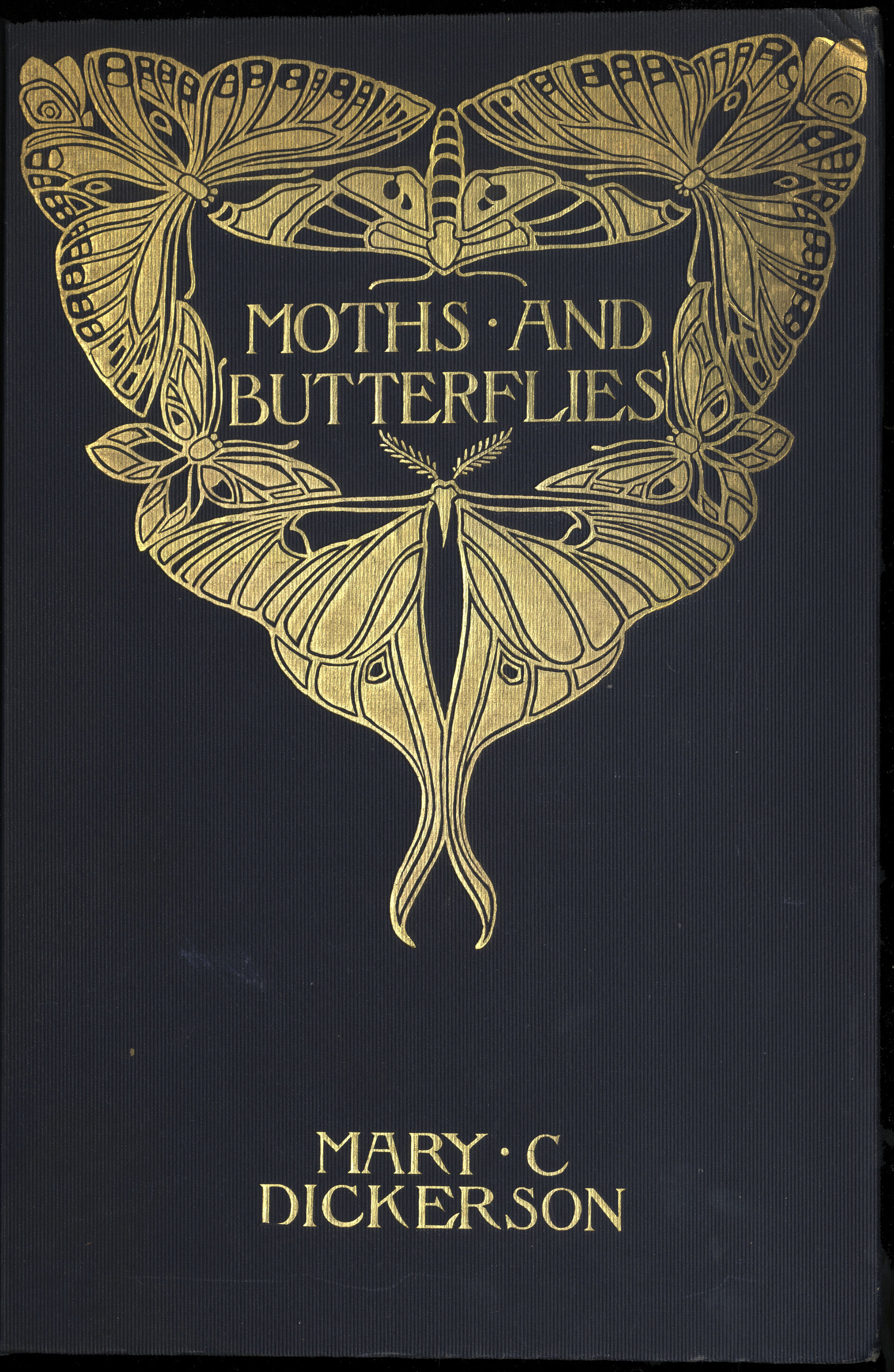
Couverture de Moths and Butterflies

Moths and Butterflies, illustré par les photographies de Dickerson, a été bien accueilli. Un critique de The American Naturalist commence par "C'est vraiment un excellent livre, à la fois dans la conception et dans la réalisation.". Un article paru dans Journal of Education a déclaré que "Ce travail doit, tout simplement pour des raisons de mérite, être placé au premier rang des études sur la nature... Non seulement sa matière descriptive est exempte de tout comme la pédanterie et le professionnalisme, mais les illustrations rendent l'étude assez éloquente." . Une revue liée à l' American Journal of Psychology a écrit Dickerson "a l'erreur fatale de la pédagogue que le nombre de sujets et l'éventail doit être sacrifié à la rigueur de la méthode. Heureusement, cependant, elle ne porte pas ce principe, qui a banalisé tant de manuels scolaires, au point d'interférer avec le grand mérite de son livre.".
The Frog Book, publié en 1906, étudie les grenouilles et les crapauds d'Amérique du Nord. "Depuis de nombreuses années, les naturalistes amateurs et les professeurs d'étude de la nature demandent un ouvrage de référence populaire sur nos amphibiens communs", a écrit un critique dans le magazine newyorkais The Independent, "Cependant, le besoin d'un livre populaire sur les grenouilles est maintenant bien satisfait". Un critique de Science a écrit : "Non seulement les habitudes des grenouilles communes sont bien représentées, mais les œufs et les têtards sont aussi bien représentés, comme cela n' a jamais été le cas auparavant". Un examen plus mitigé de The Nature Study Review écrit "le travail est plus qu'intéressant, il est tout à fait exact et très utile" mais note que "les histoires de vie sont une déception du point de vue du scientifique. Il semblerait que les "dix années d'observation et d'étude" auxquelles l'auteur reconnaît qu'il aurait dû fournir des données plus précises sur des points aussi fondamentaux que les saisons de reproduction, le nombre d'œufs pondus, la quantité et les types de nourriture, etc.".
De 1907 à 1908, elle a été professeure à l'Université de Stanford, où elle a co-écrit trois articles avec l'ichtyologue David Starr Jordan, dont la description d'une nouvelle espèce d'Hemiramphidae. Elle a commencé à travailler au Musée américain d'histoire naturelle en novembre 1908, et a passé le reste de sa carrière dans cet établissement.

## Musée américain d'Histoire Naturelle
Au musée américain, Dickerson a d'abord été embauchée comme adjointe au département de Woods and Forestry, où l'une de ses premières publications était un guide de la salle forestière. Elle a été nommée conservatrice en 1911. En juillet 1909, un département d'ichtyologie et d'herpétologie a été officiellement créé par le Musée, Dickerson étant le seul herpétologue aux côtés des ichtyologistes Bashford Dean, John Treadwell Nichols, et Louis Hussakof. En novembre 1909, Dickerson devient corédactrice en chef adjoint du The American Museum Journal  et devient rédactrice en chef l'année suivante, un poste qu'elle a occupé jusqu'en 1920.
Dickerson favorisa la croissance des collections herpétologiques et était connue pour ses dioramas ou "groupes"d'amphibiens et de reptiles réalistes,. Elle a convaincu un trio d'herpétologistes de renom au musée américain : Karl Patterson Schmidt, Gladwyn Kingsley Noble et Charles Lewis Camp. Sous la direction de Dickerson, les collections d'herpétologie ont atteint près de 50 000 spécimens. En février 1920, l'herpétologie a été séparée de l'ichtyologie et un nouveau département d'herpétologie a été officiellement créé, avec Dickerson comme première conservatrice.
Elle a été membre de l'Académie Américaine des Arts et des Sciences, de l'American Forestry Association, de l'American Ornithological Society et la New York Academy of Sciences. Dickerson considère que le travail d'exposition est d'égale importance pour la recherche et elle a développé le concept de "groupes d'habitats" herpétologiques en employant une variété de techniques de préparation, notamment le moulage à la cire pour créer des modèles de vie et une exposition plus intégrée.
Dickerson décrit plus de 20 nouvelles espèces de reptiles, dont Chuckwalla de San Esteban et Cadea palirostrata,. Elle est commémorée dans les noms de quatre espèces de lézards ou de sous-espèces: Cnemaspis dickersonae, Aspidoscelis tigris dickersonae, Holbrookia maculata dickersonae, et Crotaphytus dickersonae.
« By 1920, Dickerson had accomplished something remarkable. Despite other truly heavy responsibilities, she had built a functioning department from scratch, emphasizing collection growth and literature facilities in order to support the twin functions of exhibition and research in herpetology. »
— Charles W. Myers, Conservateur émérite, Musée américain d'histoire naturelle 
        
« En 1920, Dickerson avait accompli quelque chose de remarquable. Malgré d'autres responsabilités vraiment lourdes, elle a construit un département fonctionnel à partir de zéro, mettant l'accent sur la croissance des collections et les installations littéraires afin de soutenir la double fonction d'exposition et de recherche en herpétologie. »

## Fin de vie et mort
Vers 1919, Dickerson montrait des signes de troubles mentaux, attribuables au stress de la double fonction de conservatrice et de rédactrice en chef. Son comportement devient erratique, et elle connut des hallucinations auditives de l'explorateur arctique Vilhjalmur Stefansson, un associé du Musée, à qui elle écrivit plusieurs lettres révélatrices de troubles mentaux.  Elle a été contrainte de prendre congé, ce qu'elle a refusé, et en novembre 1920 a été retiré du musée après une évaluation médicale et placée sous la garde de son frère. Elle réapparut au musée le 10 décembre, jouant singulièrement, et fut emmenée à l'hôpital pour observation. Le 24 décembre, elle fut internée dans un établissement psychiatrique à Wards Island où elle passa le reste de sa vie, mourant à 57 ans le 8 avril 1923.